# Trudovici
Trudovici (rusky Трудовая группа, Trudovaja gruppa, doslova Pracovní skupina či Skupina práce) byla ruská umírněná levicová strana, vzniklá v roce 1906 jako odštěpená frakce eserů. V roce 1907 získali v Dumě přes sto poslanců. Poslancem za trudoviky byl mimo jiné Alexandr Kerenskij, poslední ministerský předseda Ruska před bolševickou revolucí.